# Hugo Paul (1905-1962)
Hugo Paul (Hagen, Westfalia, Imperio alemán, 28 de octubre de 1905-Berlín Este, 12 de octubre de 1962) fue un político alemán que fue miembro del Consejo Parlamentario, la comisión que redactó la Ley Fundamental para la República Federal de Alemania, miembro del Parlamento Regional de Renania del Norte-Westfalia, ministro de Reconstrucción de Renania del Norte-Westfalia y miembro del Bundestag, entonces el Parlamento de Alemania Occidental.

## Biografía
Hugo Paul nació en el seno de una familia obrera e hizo el aprendizaje para mecánico de coches. A continuación trabajó en diferentes empresas. En 1920 se hizo miembro del Deutscher Metallarbeiter-Verband (Asociación Alemán de los Obreros Metalúrgicos) y en 1923 del Partido Comunista de Alemania (KPD). A partir de 1927 tuvo diferentes cargos dentro del Partido Comunista de Alemania. Entre julio y noviembre de 1932 fue miembro del Reichstag, el Parlamento alemán de entonces.
En 1933 el Partido Comunista de Alemania (KPD) fue prohibido por los nacionalsocialistas. Entonces Hugo Paul pasó a la clandestinidad. Ya en junio de 1933 fue detenido y condenado a dos años y medio de reclusión. Después de su arresto hasta abril de 1939 estuvo internado en dos campos de concentración. A continuación trabajó frabricando herramientas y continuó sus actividades en la clandestinidad. En enero de 1943 fue detenido de nuevo y en agosto de 1944 fue condenado a seis años de cárcel, pero fue puesto en libertad en 1945 con la caída del régimen nacionalsocialista.
Después de la Segunda Guerra Mundial, Hugo Paul reanudó sus actividades políticas y tuvo varios cargos dentro del Partido Comunista de Alemania (KPD). De 1948 hasta la prohibición del partido en Alemania Occidental en 1956 fue miembro del comité ejecutivo del KPD. De 1946 a 1950 fue diputado en el Parlamento Regional de Renania del Norte-Westfalia, de 1946 a 1948 ministro de Reconstrucción de dicho estado federado.
Hasta la primera mitad de octubre de 1948 fue miembro del Consejo Parlamentario, la comisión que redactó la Ley Fundamental para la República Federal de Alemania. Allí se pronunció en contra de una formación de un Estado germanoccidental, puso en duda la legitimación del Consejo Parlamentario, abogó por una democracia con un Parlamento fuerte con una separación de poderes debilitada y se pronunció en favor de una nacionalización de las industrias claves. El Consejo Parlamentario se reunió por primera vez el 1 de septiembre de 1948.
De septiembre de 1949 a julio de 1953 Hugo Paul fue diputado del KPD en el Parlamento de Alemania Occidental, el Bundestag. Allí se pronunció en contra de la integración de Alemania Occidental en las alianzas del oeste y en contra del rearme de Alemania Occidental. Fue detenido varias veces, entre otras cosas por alta traición. Durante unas vacaciones carcelarias logró huir a la República Democrática Alemana. Murió el 12 de octubre de 1962 en Berlín Este.